# Edward Leslie

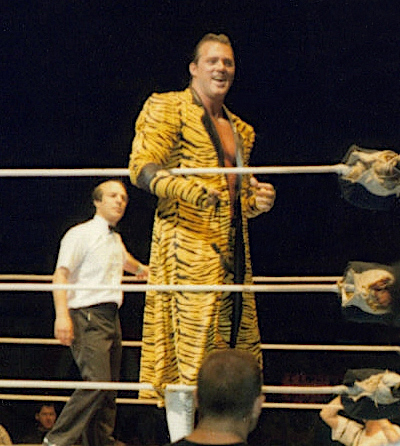
Leslie als Brutus Beefcake, rond 1985.

Edward Harrison (Ed) Leslie (Tampa (Florida), 21 april 1957) is een Amerikaans professioneel worstelaar die vooral bekend is van zijn tijd bij World Wrestling Federation als Brutus Beefcake en later als Brutus "The Barber" Beefcake, van 1984 tot 1987 en van 1987 tot 1993 (The Barber). Op 6 april 2019 kreeg Brutus een plek in de WWE Hall of Fame.

## Loopbaan

### World Wrestling Federation (1984-1993)
Leslie debuteerde in 1984 voor de World Wrestling Federation (WWF) als Brutus Beefcake. In de zomer van 1985 begon hij samen met Greg "The Hammer" Valentine te worstelen als The Dream Team. Tijdens hun partnerschap, wonnen Beefcake en Valentine een keer het WWF Tag Team Championship nadat ze de titel veroverden van U.S. Express (Mike Rotunda en Barry Windham). In 1988 werd The Dream Team ontbonden en Beefcake begon zich te concentreren op de een-op-een wedstrijden. Later kreeg Beefcake een bijnaam en zijn ringnaam werd hernoemd tot Brutus "The Barber" Beefcake. Dit gebeurde op WrestleMania III waarbij Beefcake het hoofd van Adrian  Adonis kaal schoor omdat Adonis de Hair vs. Hair match verloor van Roddy Piper. Een veelbesproken Tag Team wedstrijd was die van Hulk Hogan en Brutus "The Barber" Beefcake tegen Macho Man Randy Savage en Zeus, die onverslaanbaar leek, maar op het nippertje toch gepind werd door Hogan die hem sloeg met een geprepareerde handtas die in de ring terechtkwam, waarna Hogan Zeus tegen de mat wierp en zijn bekende finisher uitvoerde en daarmee de partij binnenhaalde.
Jesse Ventura noemde als commentator Beefcake 'The Butcher' (slager) in plaats van de The Barber (de kapper), aangezien Ventura het als  commentator opnam voor de 'bad guys' en Beefcake na het verlaten van het Dream Team overstapte naar de 'good guys' (zoals Hulk Hogan, the British  Bulldogs, the Hillbillies). Beefcake bleef voor de WWF worstelen totdat hij na WrestleMania IX, op 4 april 1993, de WWF verliet. Later is Leslie daadwerkelijk de naam 'The Butcher' gaan gebruiken in de ring.

### World Championship Wrestling (1994–1996; 1998–1999)
Na zijn vertrek van de WWF, ging Leslie, in 1994, aan de slag bij World Championship Wrestling. Tijdens zijn periode bij de WCW, onderging Leslie verscheidene ringnamen zoals Brother Bruti, The Butcher, The Man with No Name, The Zodiac en The Booty Man. Zijn laatste wedstrijd in de WCW, was in een aflevering van Saturday Night, in oktober 1999, die hij verloor van Disco Inferno. 

## In het worstelen
- Finishers
  - Als Brutus Beefcake
    - High knee
    - Sleeper hold

  - Als The Disciple
    - Apocalypse

  - Als The Booty Man
    - High knee

- Signature moves
  - Atomic drop
  - Delayed vertical suplex

- Managers
  - Johnny Valiant
  - Miss Elizabeth
  - The Booty Babe
  - Jimmy Hart

## Prestaties
- Brew City Wrestling

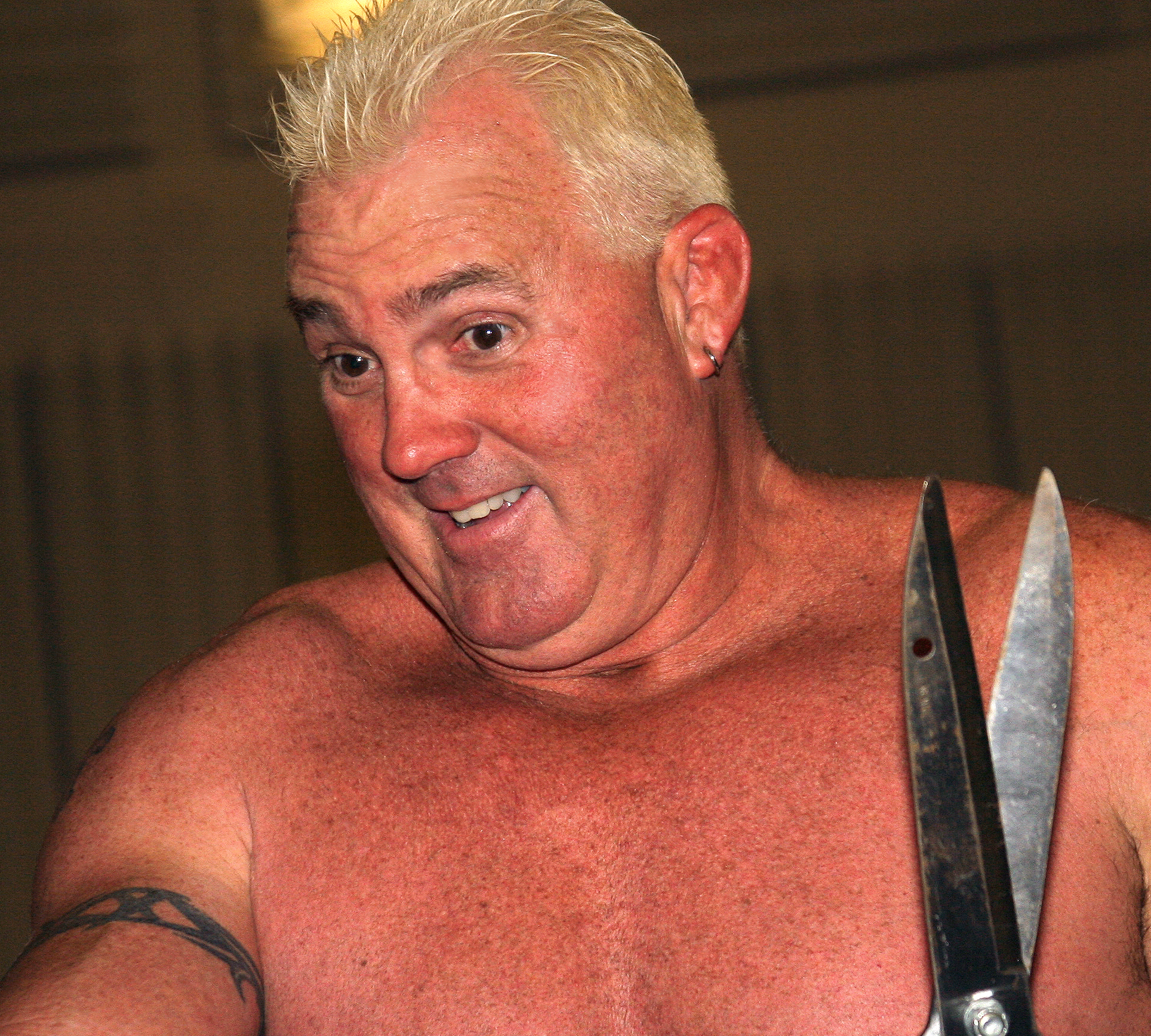
Leslie als "Brutus Beefcake" in 2009

  - BCW Tag Team Championship (1 keer: met Greg (The Hammer) Valentine)

- Championship Wrestling International
  - CWI Heavyweight Championship (1 keer)

- Southeastern Championship Wrestling
  - NWA Southeastern Tag Team Championship (3 keer: met Ken Lucas (2x) en Robert Fuller (1x))

- Legends Pro Wrestling
  - XWF/LPW Hall of Fame Inductee (Class 2008 & 2010)

- Maple State Wrestling/Slam All-Star Wrestling
  - MSW/SAW Tag Team Championship (1 keer: met Shane Williams)

- New England Wrestling Alliance
  - NEWA Heavyweight Championship (1 keer)

- World Wide Wrestling Alliance
  - WWWA Heavyweight Championship (1 keer)

- World Wrestling Federation
  - WWF Tag Team Championship (1 keer: met Greg Valentine)